# 日界線 (美國NBC電視節目)
《日界線》（英語：Dateline NBC，也稱）是美國的一個新聞雜誌節目。在全國廣播公司（NBC）播出，由前《NBC晚间新闻》主播萊斯特·霍爾特主持。

## 外部連結
- Dateline NBC official web site （页面存档备份，存于）
- 互联网电影数据库（IMDb）上《Dateline NBC》的资料（英文）
- @DatelineNBC的X（前Twitter）
- 日界線的Facebook專頁